# Calatino e Sud-Simeto
Il Calatino e Sud-Simeto è un ambito territoriale della Sicilia centro-orientale, interamente parte della Città metropolitana di Catania. È costituito a sud dal Calatino, ossia l'hinterland della città di Caltagirone, e a nord dal Sud-Simeto, un insieme di comuni poggianti geograficamente, socialmente ed economicamente sulla Piana di Catania.
A volte viene indicato come basso catanese, in merito alla posizione meridionale all'interno dell'ente metropolitano, seppur questo termine possa essere ritenuto controverso, in quanto ridurrebbe questa realtà territoriale a mera propagazione dell'area di Catania nella Sicilia centrale e sud-orientale.
È corrispondente all'intera parte meridionale della città metropolitana di Catania, storicamente appartenente in toto al Val di Noto.
Il suo comune capofila è la città di Caltagirone, che ne dà il nome attraverso il suo gentilizio in lingua italiana.
È coincidente approssimativamente con il soppresso circondario di Caltagirone di epoca regia.

## Geografia
Il territorio è molto eterogeneo, ed è essenzialmente composto da territorio collinare e montuoso. Comprende geograficamente le propaggini meridionali dei monti Erei e la parte nordoccidentale dei Monti Iblei, comprendendo anche una parte delle piane di Catania e di Gela.
È attraversato dai corsi d'acqua Gornalunga, Dittaino, Dirillo, Torrente Ficuzza e Maroglio.
Confina a nord con l'area metropolitana di Catania e il versante occidentale etneo, a ovest con l'ex Provincia di Enna, a sud con l'area gelese (nell'ex Provincia di Caltanissetta), a est con l'ex Provincia di Ragusa e l'ex Provincia di Siracusa.
Oltre a essere il comune più popoloso, Caltagirone è anche il comune più esteso, seguito in tal senso dai comuni di Ramacca e Mineo.
Riferendoci alla casa comunale, il comune geograficamente più orientale è Scordia, mentre il più occidentale è San Cono, quello più settentrionale è Castel di Iudica e viceversa il più meridionale è Mazzarrone; a livello di territorio il comune di Caltagirone è insieme a Mazzarrone e a Licodia Eubea il comune più meridionale, Ramacca è sia il comune più orientale (insieme a Scordia e Licodia Eubea), sia il più settentrionale (insieme a Castel di Iudica), mentre San Cono rimane quello più occidentale, seguito dal capofila, San Michele di Ganzaria e da Mirabella Imbaccari.

## Antropologia
Seppur sia il territorio più esteso della Città metropolitana di Catania (da solo compone quasi la metà del territorio provinciale), ne è allo stesso tempo il meno popoloso e il meno densamente popolato. Escludendo il capo comprensorio Caltagirone, e in parte i centri relativamente popolosi del Sud-Simeto (Scordia, Ramacca, Palagonia) e Grammichele, tutti questi con un dato demografico almeno superiore ai 10 000 abitanti, vi sono soltanto comuni di piccola statura demografica, generalmente sotto i 5 000 abitanti.
La maggior parte dei comuni non supera i 10 000 abitanti, di cui il meno popoloso tra questi è San Cono, comune prossimo a Piazza Armerina.

## Storia

Stemma della Città Metropolitana di Catania, nella quale è presente la croce rossa su sfondo bianco (o di San Giorgio), che rappresenta il circondario di Caltagirone.

Il termine Calatino una volta identificava il solo territorio pertinente all'universitas di Caltagirone, che tra il X e il XIX secolo comprendeva alcune parti di territorio attualmente appartenenti ad altri comuni, cioè Ramacca, Niscemi, Castel di Iudica, Gela e Acate (gli ultimi 2 costituivano alcune propaggini costiere del feudo di Fetanasimo);  va precisato inoltre che il territorio ecclesiastico di Caltagirone, a cavallo del XIX secolo, mutò i suoi confini, dato che un tempo comprendeva il circondario di Terranova (quindi anche i comuni di Mazzarino, Butera, Niscemi e Riesi) e non comprendeva alcuni comuni che appartenevano alle sedi episcopali piazzese o catanese, come Mirabella Imbaccari, Raddusa e Ramacca.
Il territorio del Calatino – chiamato distretto di Caltagirone – fu istituito con l'approvazione della costituzione del Regno di Sicilia nel 1811; quando l'isola nel 1818 fu suddivisa in 7 valli minori e furono quindi istituite le intendenze (denominate province dal 1861 con la nascita del Regno d'Italia), il territorio del Calatino fu aggregato nella provincia di Catania.
A partire dal secondo dopoguerra, da quando Caltagirone ha iniziato ad ambire a divenire capoluogo di provincia, il significato è stato esteso all'intero comprensorio e ai comuni della parte meridionale della Piana di Catania ricadenti nella provincia etnea, il quale insieme ricalca quasi i medesimi confini del soppresso circondario, che è anche il confine attuale della diocesi, del territorio giudiziario e della Procura.

## Servizi dello Stato
La maggior parte dei servizi statali è locata nel capoluogo Caltagirone, mentre altri sono dislocati in altri comuni.
Ha un proprio tribunale di riferimento, ossia il Tribunale di Caltagirone (che fa capo alla Corte d'Appello di Catania), il quale ha competenza su tutti i comuni del comprensorio. È presente anche un distaccamento dell'Agenzia delle entrate, sempre a Caltagirone. I giudici di pace sono presenti a Caltagirone, Vizzini, Militello in Val di Catania, Grammichele e Ramacca. Non ha un proprio consiglio notarile, il quale è condiviso con il distretto giudiziario di Catania ed è locato nel capoluogo etneo.
Per quanto concerne le Forze dell'Ordine, escludendo la presenza in tutti i comuni dell'Arma dei Carabinieri, Caltagirone prevede la maggior presenza di questo tipo di istituzioni: ha un proprio distaccamento dei Vigili del Fuoco (come è anche presente a Palagonia), ha una propria forza di Polizia Municipale (presente anche a Militello in Val di Catania), ha un proprio distaccamento della Guardia di Finanza (che vale per tutto il comprensorio), e ha anche un proprio commissariato di Polizia di Stato, facente capo alla Questura di Catania, e uno dei quattro fuori dal capoluogo etneo, insieme a quelli di Adrano ed Acireale). A Caltagirone è altresì presente un distaccamento del Corpo Forestale. In quanto avente un carcere all'interno del proprio territorio (in contrada Noce, a pochi chilometri da Niscemi), a Caltagirone è presente anche il Corpo di polizia penitenziaria.
Per quanto riguarda la sanità, il principale polo ospedaliero è il Gravina-Santo Pietro di Caltagirone, uno degli ospedali più grandi dell'azienda ospedaliera provinciale etnea, un tempo azienda ospedaliera autonoma. È presente un piccolo ospedale anche a Militello in Val di Catania (Basso Ragusa), e guardie mediche disseminate in altri comuni del comprensorio.
La maggior parte delle scuole superiori (licei, istituti tecnici e professionali) si trovano a Caltagirone o fanno capo a istituto con sede nel capo-comprensorio. Altri istituti e distaccamenti si trovano nei comuni di Palagonia, Ramacca, Militello in Val di Catania, Grammichele (distaccamento dell'Istituto Tecnico Commerciale dell'Istituto Superiore Majorana-Arcoleo di Caltagirone), e il liceo artistico Libertini), Vizzini (è presente un distaccamento dell'Istituto Superiore Secusio di Caltagirone), San Michele di Ganzaria (sede dell'Istituto Tecnico Alberghiero dell'Istituto Cucuzza-Euclide di Caltagirone) e Scordia (il quale, dopo Caltagirone, ha il maggior numero di studenti superiori).
A livello universitario, la maggior parte degli studenti dell'area è iscritta presso i corsi dell'Università degli Studi di Catania, mentre il resto si divide tra le altre università regionali e non, sia pubbliche che private.
A Caltagirone ha sede lo Steve Jobs Academy, uno dei pochi ITS (Istituto Tecnico Superiore) del Mezzogiorno, specializzato in marketing digitale e analisi dati.

## Dialetti

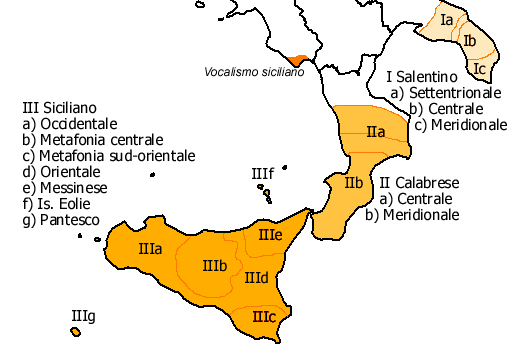
Mappa dei dialetti italiani meridionali estremi, tra i quali quelli della lingua siciliana.

Seppur sia un'area scarsamente popolata, il Calatino e Sud-Simeto vanta una notevole diversità dialettale tra i vari comuni, la più accentuata all'interno della provincia catanese, data la sua posizione decentrata ed esposta rispetto alle altre province confinanti (Enna, Caltanissetta, Ragusa e Siracusa).
Il capo-comprensorio Caltagirone è caratterizzato da un dialetto della lingua siciliana di transizione tra il metafonetico centrale e il non metafonetico orientale caratterizzato da elementi alloglotti gallo-italici di matrice ligure (nello specifico dal dialetto di Savona); all'interno dello stesso territorio comunale, soprattutto nella frazione di Granieri, si parla anche il dialetto siciliano metafonetico sudorientale (chiamato semplicemente ragusano).
Nei comuni di Mineo, Palagonia, Militello in Val di Catania, Castel di Iudica, Ramacca e Scordia si parlano dialetti orientali non metafonetici variegati fra di loro (quindi vicini a quelli di Catania e di Siracusa).
Nei comuni di Mazzarrone, Vizzini, Grammichele e Licodia Eubea si parlano dialetti metafonetici sudorientali, che li avvicinano nel parlato a Ragusa e all'entroterra aretuseo.
Nei comuni occidentali, quali Mirabella Imbaccari, San Michele di Ganzaria, Raddusa e San Cono, i dialetti sono ascrivibili al ramo centrale, tipico della zona ennese e nissena, influenzati parzialmente dalla parlata gallo-italica di Piazza Armerina, specie nei casi delle comunità mirabellesi e sammichelesi.

## Infrastrutture e trasporti

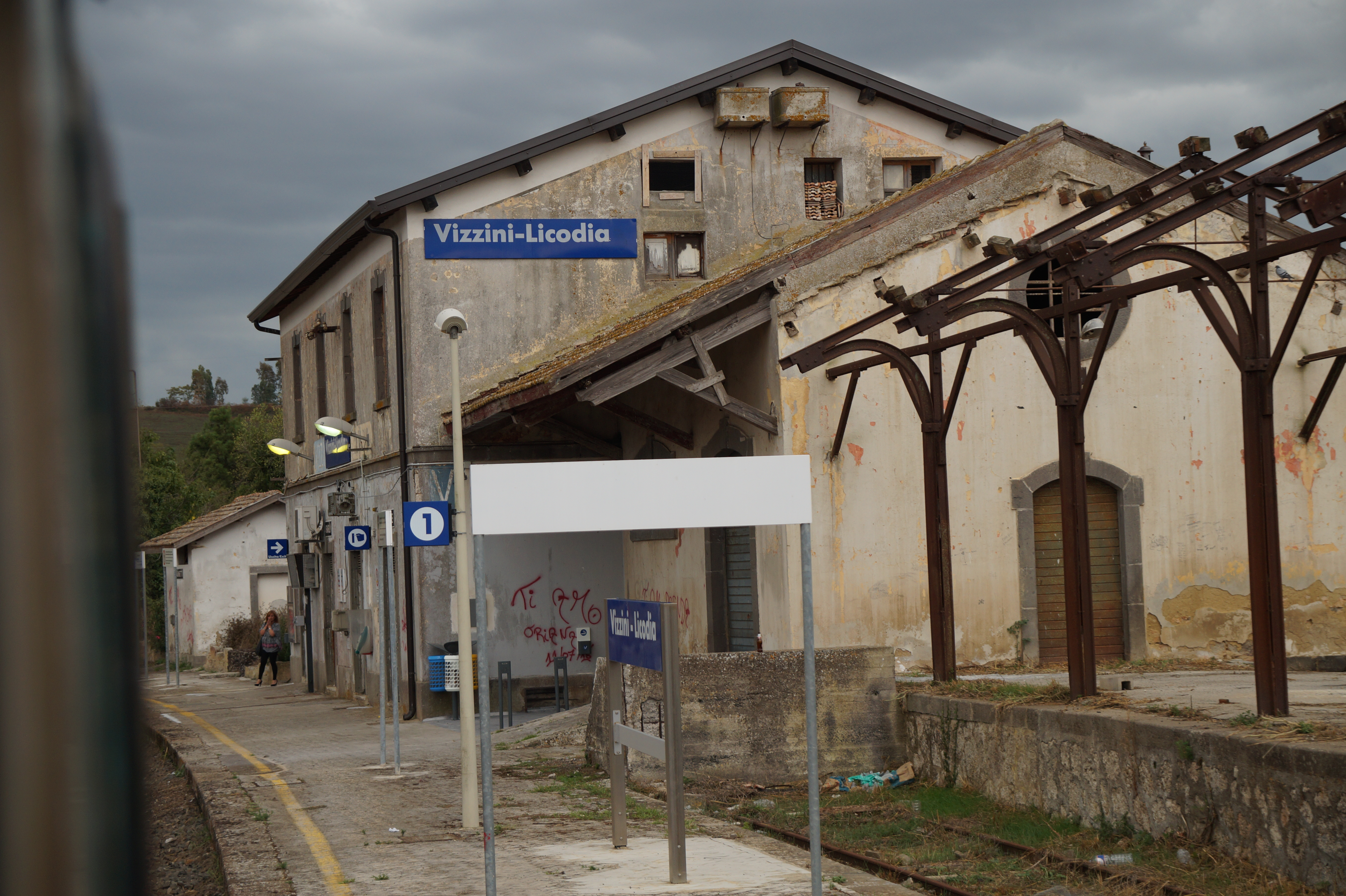
Stazione ferroviaria di Vizzini-Licodia

Il territorio, rispetto a buona parte del resto dell'ente metropolitano, soffre di carenze infrastrutturali, specialmente in ambito ferroviario (non esiste rete ferroviaria elettrificata, è a unico binario, non ha orari perfettamente corrispondenti con le esigenze lavorative dei pendolari, e va aggiunto che quella attuale non è in funzione in via completa ed è soggetta ad interruzioni per manutenzione), ma questo si trova anche in ambito stradale (il territorio non è attraversato da autostrade, ma da poche strade statali e da diverse strade provinciali, spesso in condizioni fatiscenti).

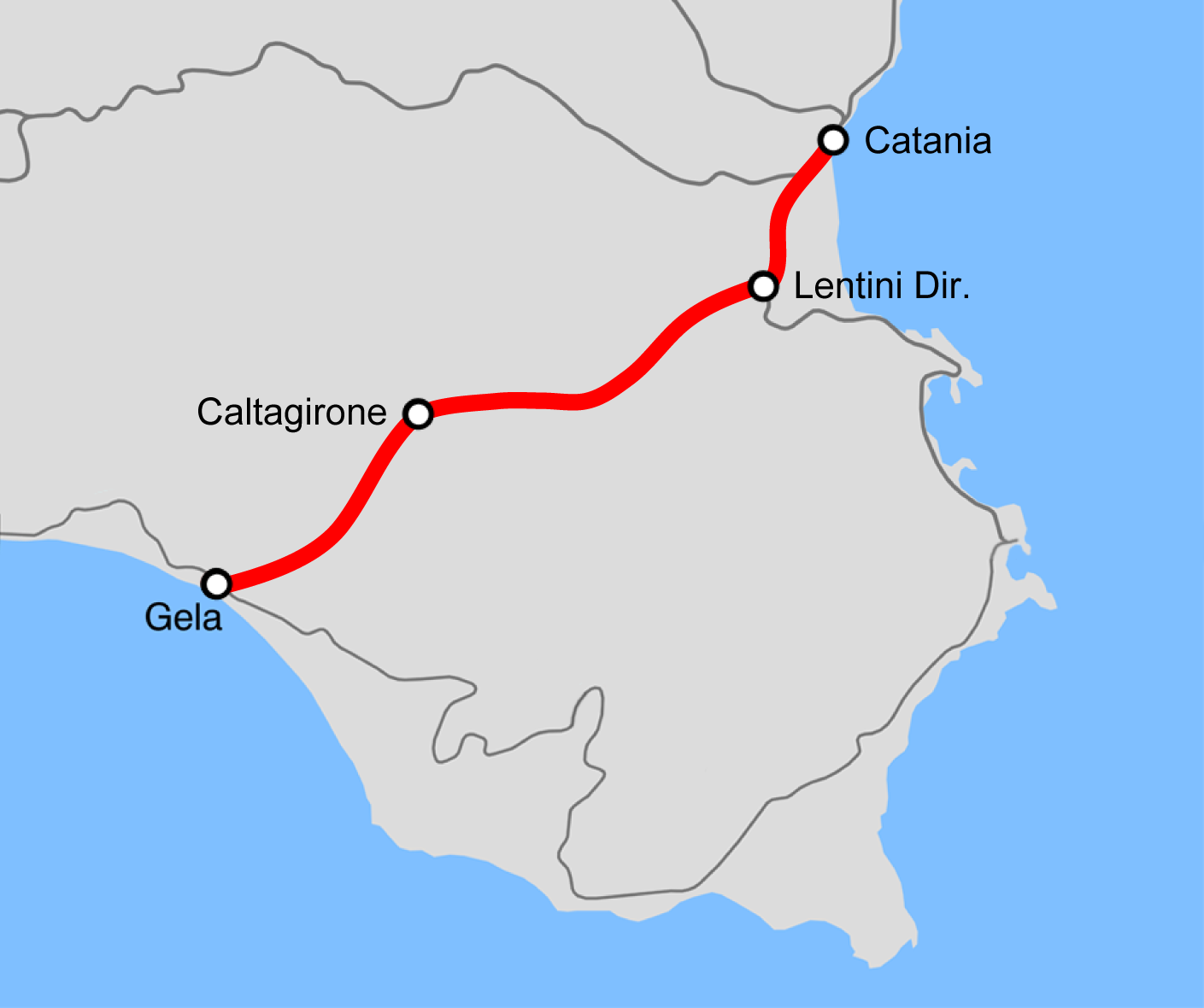
Il tratto ferroviario Catania-Caltagirone-Gela

La principale strada che la collega al capoluogo (e a Gela) è la SS 417, comunemente nota come Catania-Gela, a scorrimento veloce; permette un collegamento relativamente rapido tra i comuni calatini e il capoluogo Catania: nonostante ciò, è una delle strade più pericolose a livello regionale, con un discreto tasso di incidenti, anche mortali, dovute sia al comportamento dell'utenza ma anche per la natura a mero scorrimento veloce, inadatta per il suo traffico, la quale richiederebbe una soluzione tecnica più vicina a una superstrada.

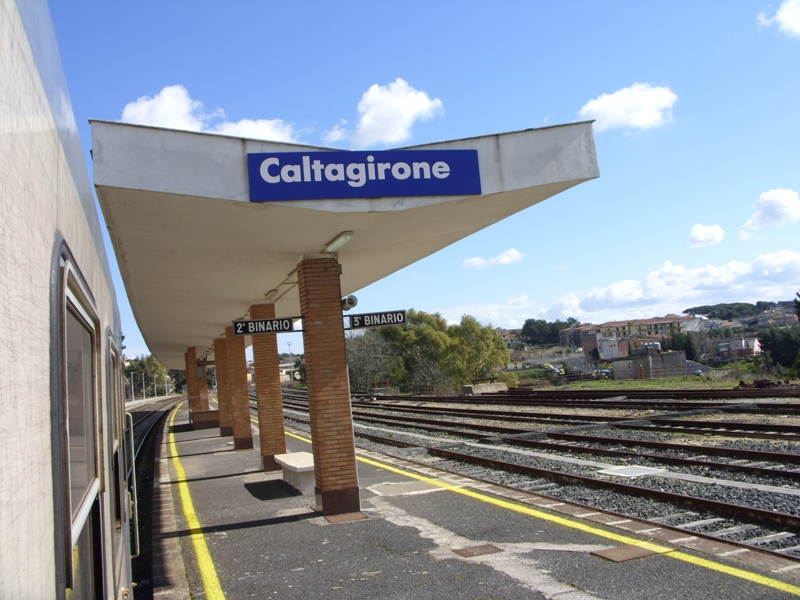
Pensilina della stazione di Caltagirone.

Altre strade sono la SS 385 (l'antico itinerario per Catania, oggi strada di raccordo diretto tra Caltagirone e i centri di Mineo e Palagonia) e la SS 683 (strada di collegamento tra Caltagirone e Grammichele nel tratto principale, e bypass del centro abitato calatino nel tratto variante). Un tratto della SS 514, nota come Catania-Ragusa, passa attraverso il territorio calatino (Vizzini, Licodia Eubea). Anche la SS 117 bis interessa il territorio, in quanto prolungamento meridionale della Catania-Gela, e collegamento diretto verso Piazza Armerina e il resto del libero consorzio comunale di Enna.
Su queste direttrici operano l'AST, SAIS Trasporti, Etna Trasporti ed altre di tipo locale, che collegano i comuni del Calatino tra di loro e al resto della Sicilia centro-orientale.
A livello ferroviario, la linea principale è la tratta RFI Catania-Caltagirone-Gela, ad oggi in servizio solo dal tratto Caltagirone-Catania, e in fase di ricostruzione, specie nel punto tra Caltagirone e Niscemi.
Caltagirone è l'unico comune che dispone di un servizio di trasporto pubblico entro il centro urbano, gestito, fino a giugno 2024, dall'Azienda Siciliana Trasporti.

## Comuni
I comuni che costituiscono il comprensorio del Calatino sono:
| Stemma | Città                       | Popolazione (ab.) | Superficie (km²) | Altitudine (m s.l.m.) |
| ------ | --------------------------- | ----------------- | ---------------- | --------------------- |
|        | Caltagirone                 | 35.628            | 383,38           | 608                   |
|        | Militello in Val di Catania | 6.729             | 62,48            | 413                   |
|        | Grammichele                 | 12.405            | 31,02            | 520                   |
|        | Vizzini                     | 5.649             | 126,75           | 586                   |
|        | Mirabella Imbaccari         | 4.214             | 15,3             | 518                   |
|        | Mineo                       | 4.389             | 246,32           | 528                   |
|        | San Michele di Ganzaria     | 2.844             | 25,81            | 490                   |
|        | Mazzarrone                  | 3.987             | 34,78            | 285                   |
|        | Raddusa                     | 2.787             | 23,39            | 350                   |
|        | Licodia Eubea               | 2.735             | 112,75           | 688                   |
|        | San Cono                    | 2.451             | 6,63             | 525                   |
|        | Scordia                     | 16.023            | 24,31            | 150                   |
|        | Palagonia                   | 15.650            | 57,79            | 200                   |
|        | Ramacca                     | 10.187            | 306,44           | 275                   |
|        | Castel di Iudica            | 4.259             | 103,21           | 475                   |

## Etnie e Minoranze straniere
Al 31/12/2018 gli stranieri residenti erano 6 737. La nazionalità più rappresentata era la comunità rumena con 2 874 residenti nel territorio.

## Ipotesi di costituzione di nuova provincia

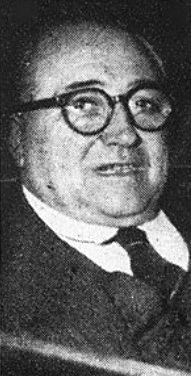
Silvio Milazzo, ai tempi della sua presidenza alla Regione Siciliana, propose l'istituzione della provincia di Caltagirone e Gela.

Il Calatino e Sud-Simeto, tra tutti gli ambiti formanti la Città metropolitana di Catania, è quello più distante dal capoluogo (alcuni comuni hanno distanze che superano i 50 km in linea d'aria o oltre i 60 km a distanza viaria, come la stessa città di Caltagirone), e i comuni più prossimi a esso (Scordia, Militello in Val di Catania e Palagonia) sono comunque territorialmente distinti rispetto all'area metropolitana, da loro distante minimo 30 km. Questa situazione ha portato alla coscienza di buona parte della società del territorio a richiedere maggiori autonomie, se non lo scorporo dalla provincia etnea, ad oggi quest'ultimo risulta essere molto complicato da richiedere per una moltitudine di fattori politici e sociali.
Caltagirone, sin dai tempi del Regno d'Italia, diverse volte ha espresso la volontà di costituire provincia propria, forte del fatto di essere stato capoluogo di circondario (Circondario di Caltagirone) fino alla soppressione dell'ente stesso in periodo fascista. L'aspirazione di Caltagirone però incontra le perplessità dei comuni più vicini al capoluogo etneo (in special modo Militello in Val di Catania e Scordia, ma anche Ramacca, Castel di Iudica e Palagonia, seppur esse siano discretamente integrate con Caltagirone), i quali ritengono inopportuna l'adesione a un ipotetico ente amministrativo di questo tipo, preferendo l'attuale situazione. Anche nella stessa comunità cittadina l'argomento suscita riserve e dibattito, dato che anche con l'assetto attuale le è stata garantita una certa importanza e strategiche decentralizzazioni, quasi a renderlo un capoluogo de facto.
Durante la Prima Repubblica si fece strada, per volontà del già Presidente della Regione Siciliana Silvio Milazzo, l'idea di costituire una provincia unica che comprendesse i comuni dell'area gelese (storicamente riottosi all'ente provinciale nisseno) e quelli del Calatino (giornalisticamente l'idea venne chiamata Calta-Gela), ma va detto che Gela stessa ha più volte proposto la formazione di una provincia propria o la sua adesione alla CIttà metropolitana etnea, insieme all'equidistante comune di Niscemi. Ancora oggi l'idea viene presa in considerazione, sia da una parte della società civile di entrambi i comuni, sia dal mondo politico locale e regionale.
Il comune di Licodia Eubea, nel 2014, ha richiesto l'adesione al Libero consorzio comunale di Ragusa, ma l'Assemblea regionale glielo ha negato, insieme alle richieste di adesione alla Città Metropolitana dei comuni di Piazza Armerina, Gela e Niscemi.

## Galleria d'immagini

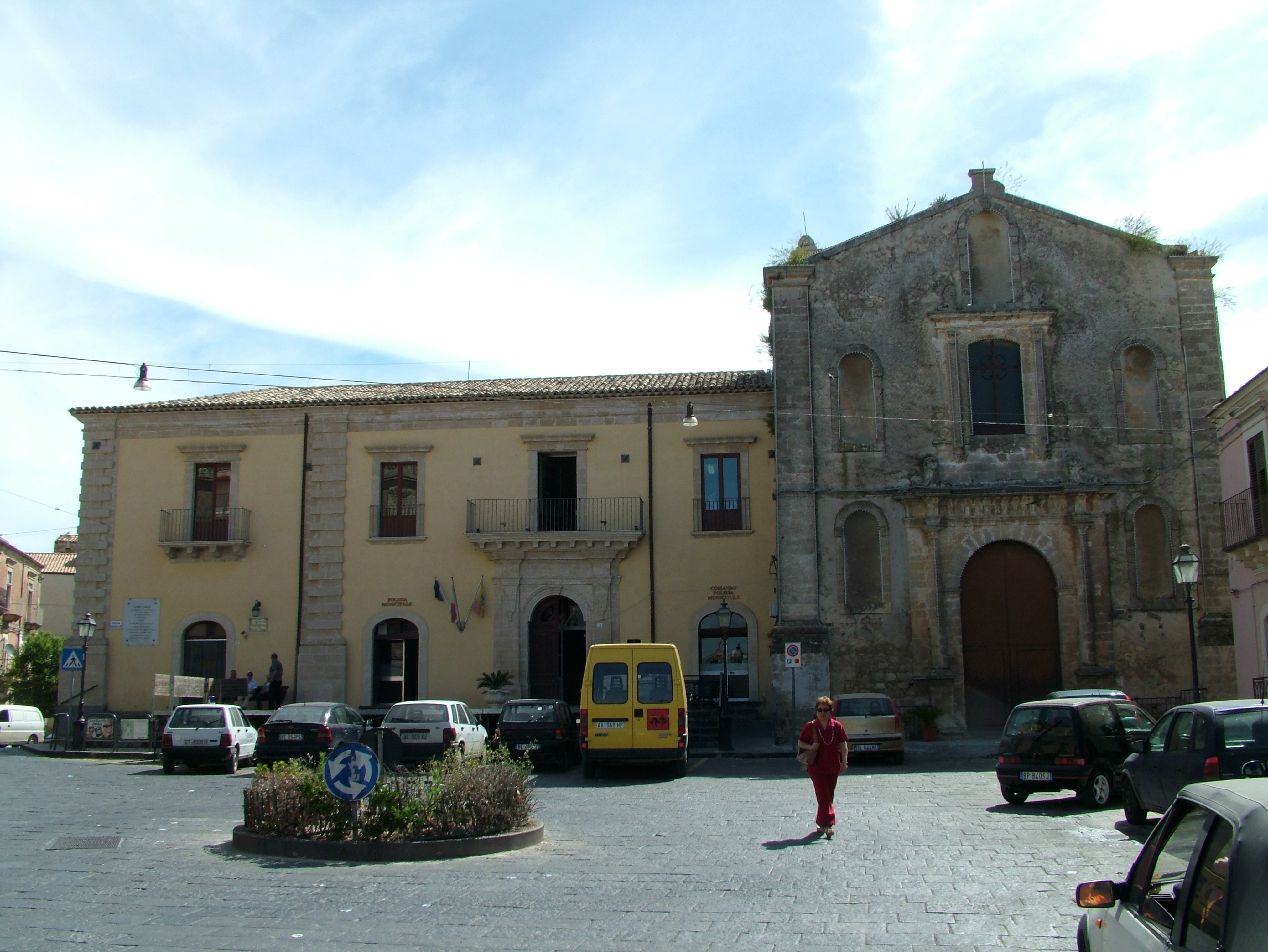
Licodia Eubea, Chiesa del Rosario
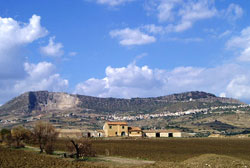
Castel di Iudica, Monte Judica
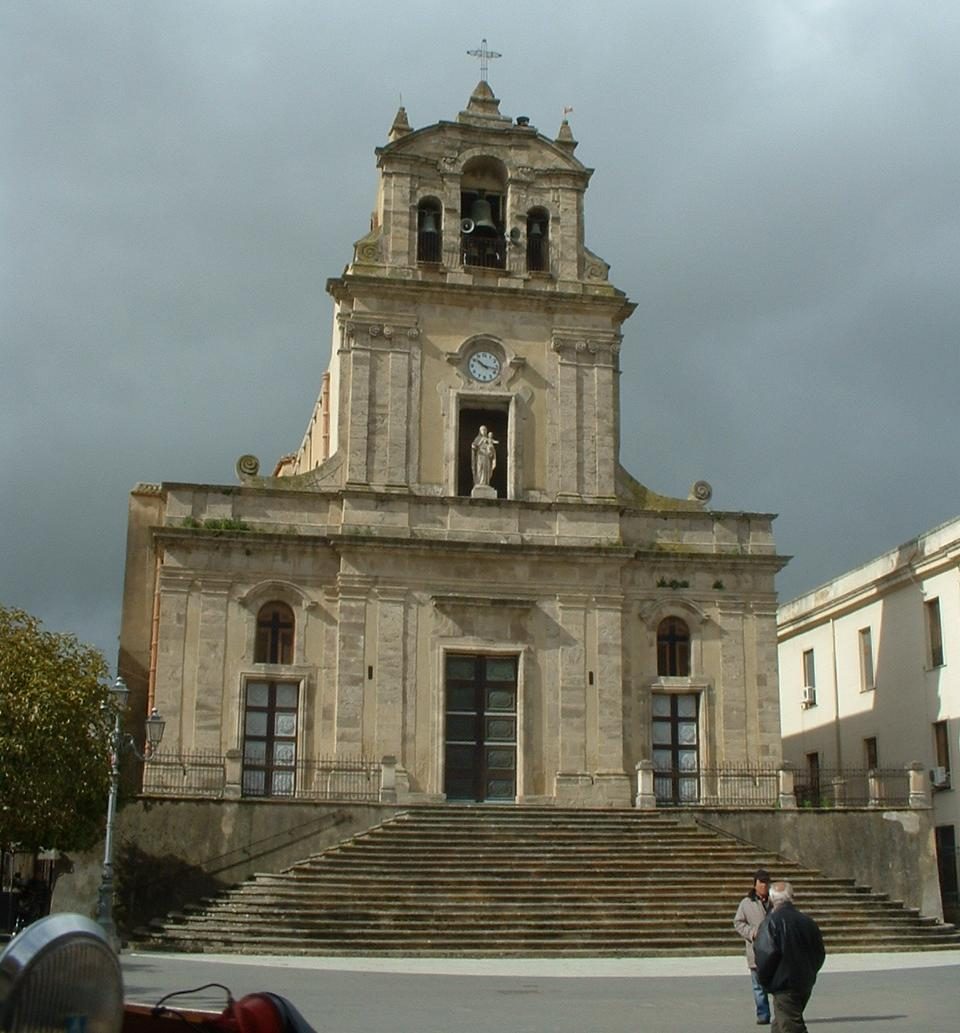
Mirabella Imbaccari, Chiesa Santa Maria Grazie
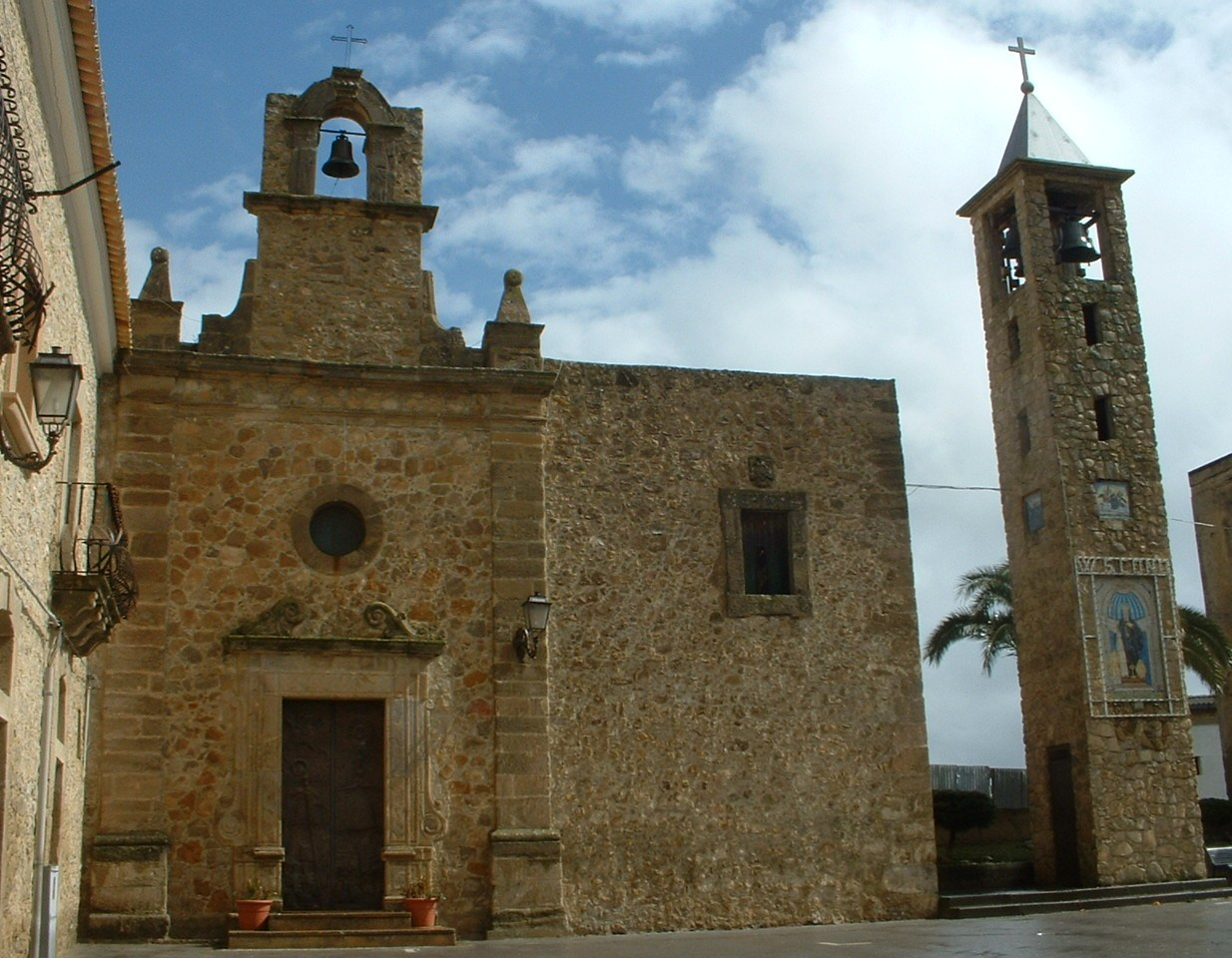
San Cono, Chiesa Spirito Santo
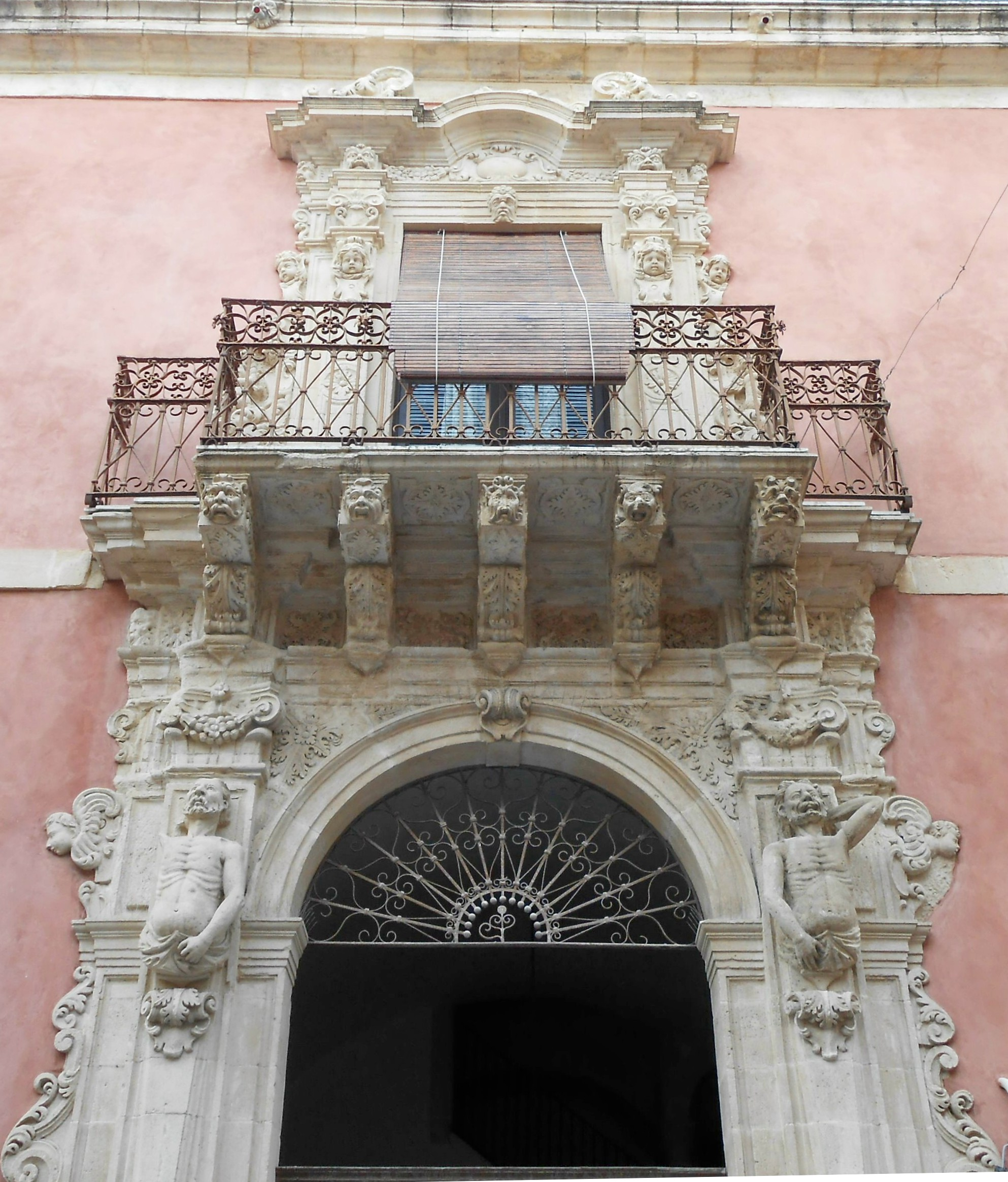
Militello in Val di Catania, Palazzo Niceforo
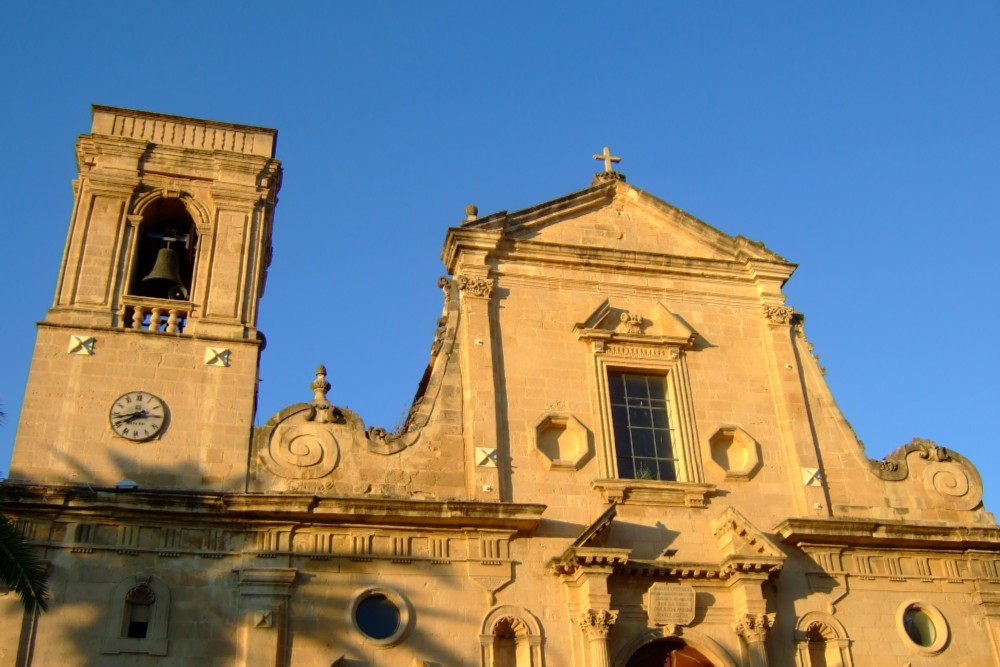
Scordia, Chiesa di San Rocco
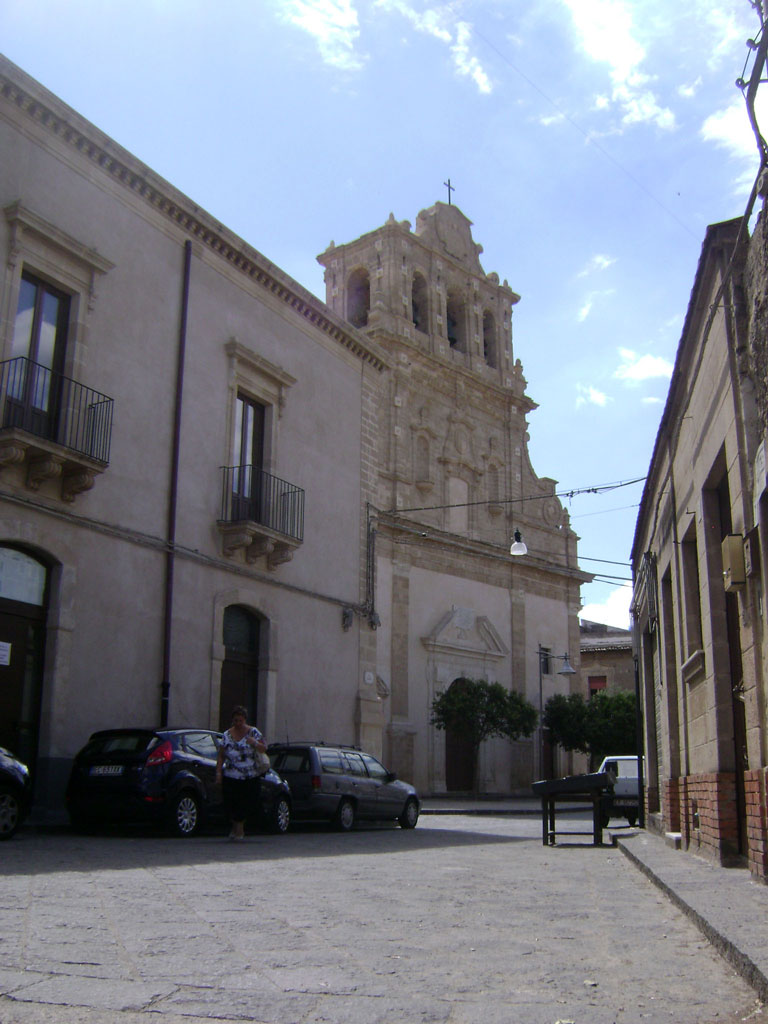
Mineo, Chiesa di S.Maria
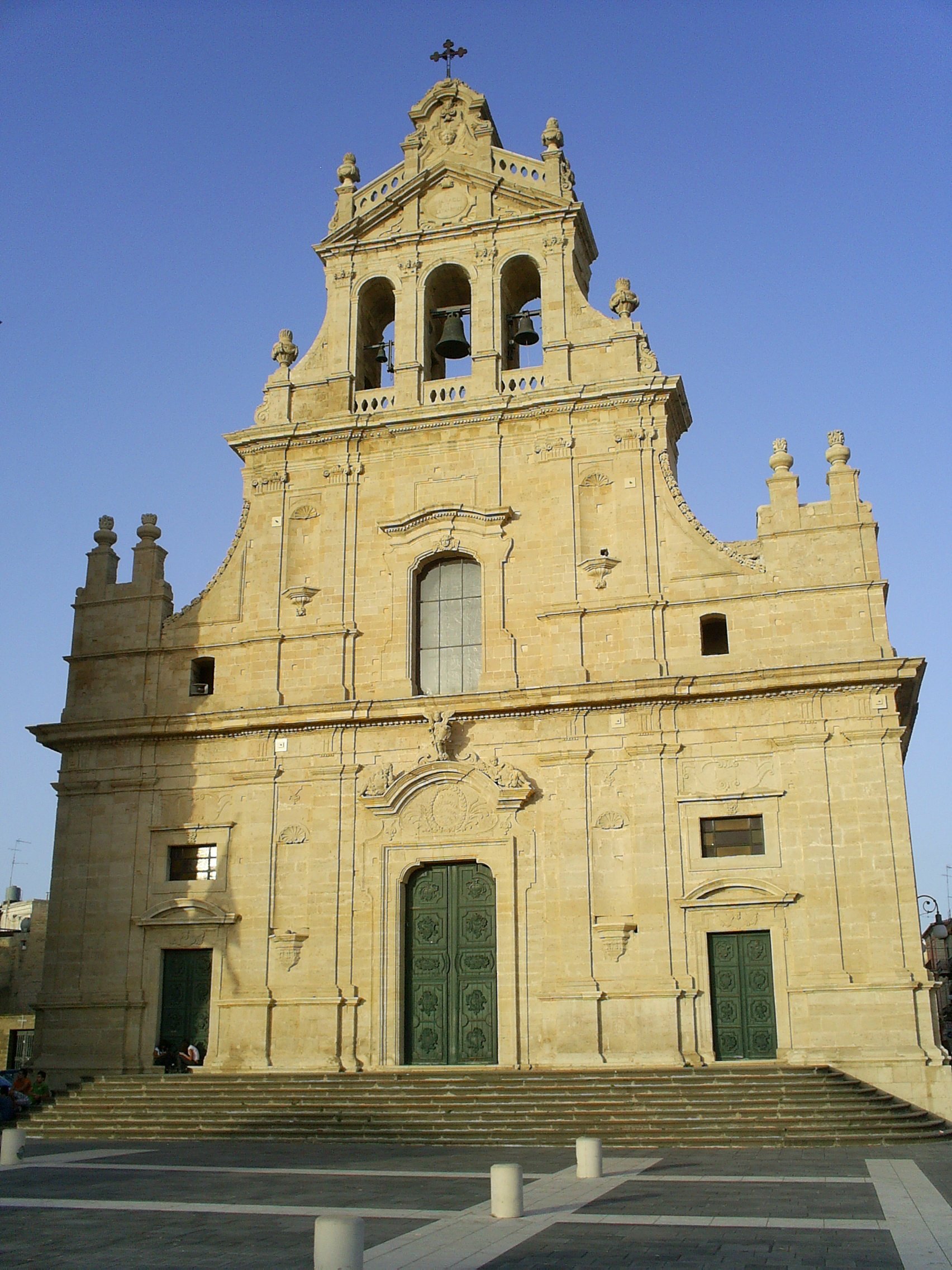
Grammichele, Chiesa Madre
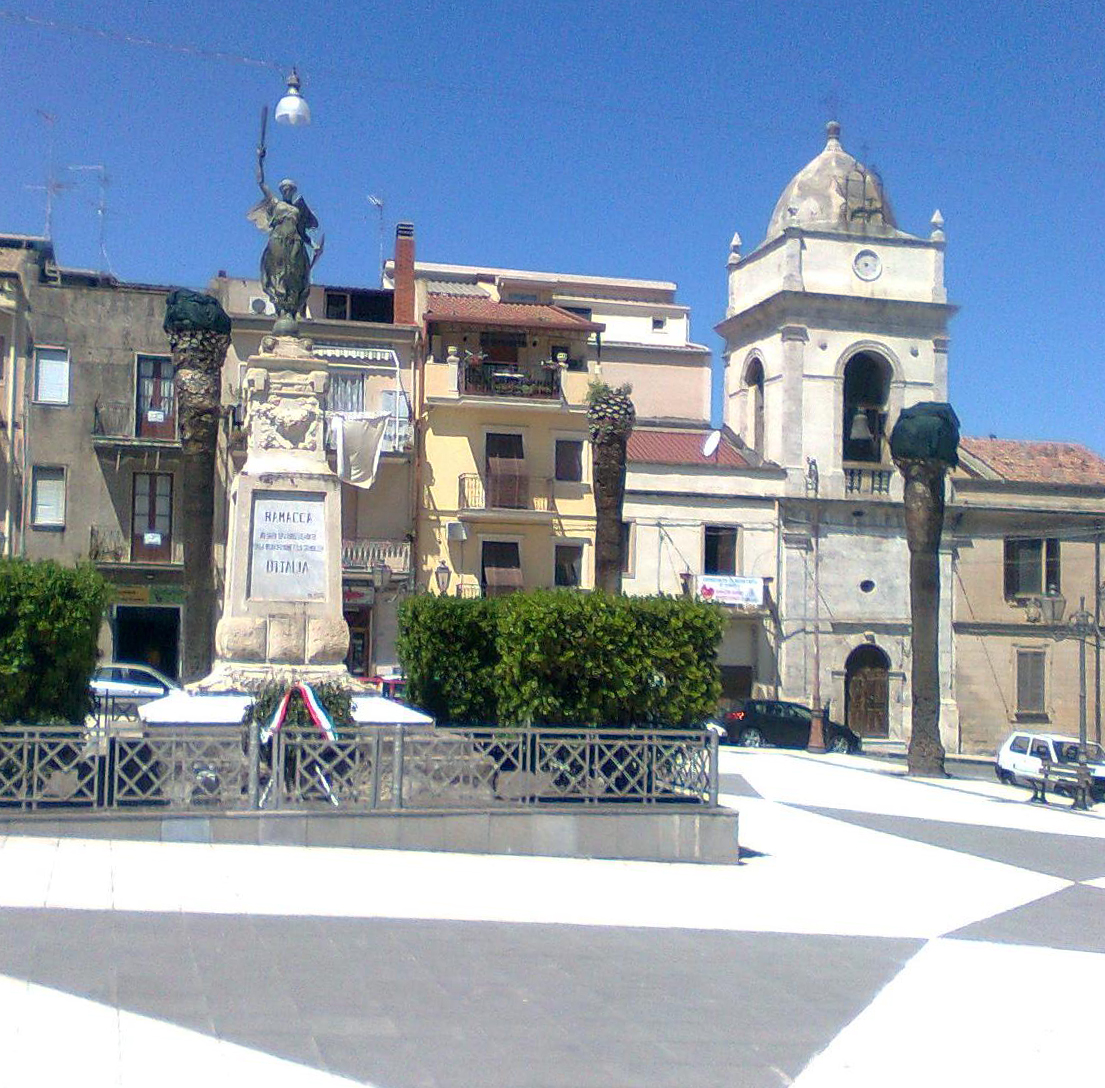
Ramacca, Piazza Regina Elena
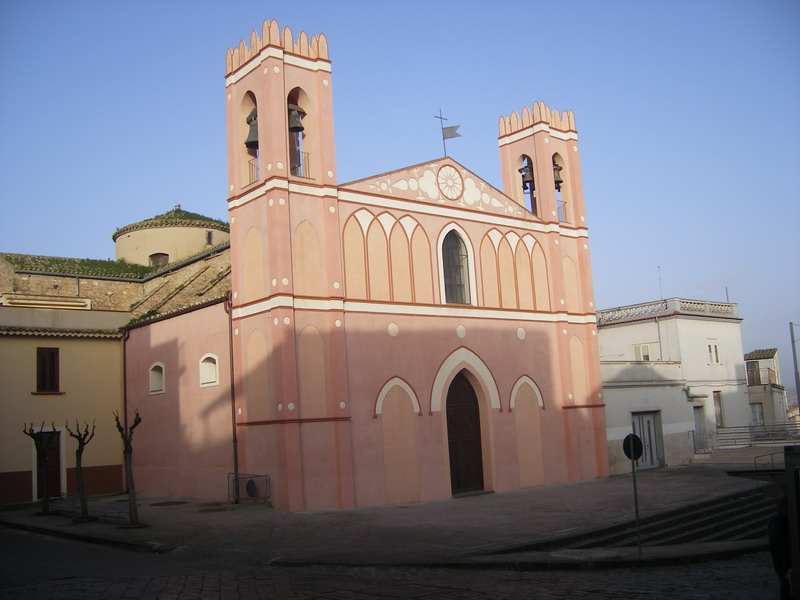
S.Michele di Ganzaria, Chiesa Madre
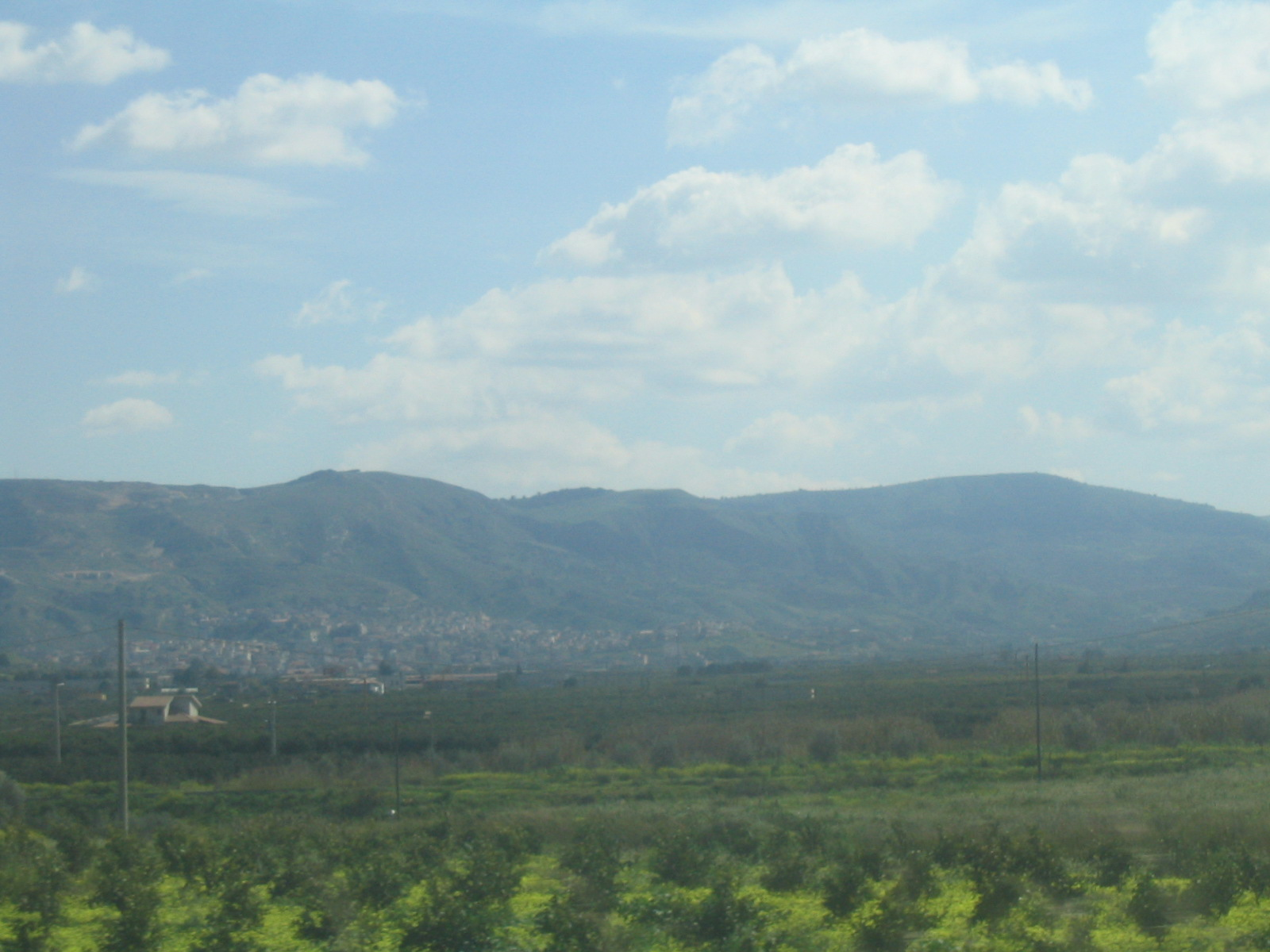
Palagonia, vista degli agrumeti in Piana di Catania